# Saint-Martin-lès-Seyne
Saint-Martin-lès-Seyne település Franciaországban, Alpes-de-Haute-Provence megyében. Lakosainak száma 9 fő (2022. január 1.). Saint-Martin-lès-Seyne Bayons, Bellaffaire, Selonnet, Bréziers és Ubaye-Serre-Ponçon községekkel határos.

## Népesség
A település népessége az elmúlt években az alábbi módon változott:
| Lakosok száma | 41   | 29   | 15   | 19   | 13   | 13   | 14   | 13   | 12   | 9    |
|               | 1968 | 1982 | 1990 | 2006 | 2013 | 2015 | 2017 | 2019 | 2020 | 2022 |